# Daisuke Yokota
Daisuke Yokota (Itabashi, 15 juni 2000) is een Japans voetballer die sinds januari 2024 onder contract staat bij KAA Gent.

## Carrière
Yokota verliet zijn thuisland in 2018 voor een avontuur bij FSV Frankfurt, waar hij in het seizoen 2018/19 in de U19-Bundesliga uitkwam. In 2019 stapte hij over naar FC Carl Zeiss Jena, waar hij in het seizoen 2019/20 drie wedstrijden voor het tweede elftal in de NOFV-Oberliga Süd speelde. 
Na een periode zonder club sloot Yokota zich in januari 2021 aan bij de Letse eersteklasser Valmiera FC. In zijn eerste seizoen eindigde hij met Valmiera tweede met Valmiera. Yokota scoorde op de derde competitiespeeldag tegen JFK Ventspils, maar door de schrapping van Ventspils van de competitie verdween deze wedstrijd uiteindelijk uit de geschiedenisboeken. In het seizoen 2022 hielp hij Valmiera met acht competitiegoals aan de eerste landstitel uit de clubgeschiedenis. Het leverde hem in februari 2023 een transfer op naar de Poolse eersteklasser Górnik Zabrze. Nog geen jaar later zette hij een nieuwe stap in zijn carrière door te tekenen bij de Belgische eersteklasser KAA Gent.
In de zomer van 2024 werd Yokota uitgeleend aan de Duitse club Kaiserslautern. De uitleenbeurt bij de tweedeklasser zou 1 seizoen duren.

## Erelijst
| Kampioen Virslīga | 1x | 2022 |